# Немецкая рота имени Эрнста Тельмана
Немецкая партизанская рота имени Эрнста Тельмана (сербохорв. Njemačka partizanska četa «Ernest Telman») — подразделение Народно-освободительной армии Югославии (НОАЮ), сформированное из этнических немцев 15 августа 1943 года в селе Слатински-Дреновац (около города Подравска-Слатина). Названа в честь Эрнста Тельмана.
Рота была единственным подразделением, сформированным из числа немецких антифашистов в войсках стран — членов антигитлеровской коалиции и действовала в составе Подравского партизанского отряда, 18-й Славонской и 25-й Бродской бригад, а также 12-й Славонской дивизии НОАЮ. Символами подразделения были пятиконечная красная звезда и немецкий чёрно-красно-золотой флаг Веймарской республики, а солдат роты называли «тельмановцами» (сербохорв. telmanovci / телмановци).
Многие детали истории подразделения остаются неустановленными до настоящего времени.

## История
Немецкая рота была сформирована 15 августа 1943 года в селе Слатински-Дреновац в соответствии с приказом штаба 2-го Хорватского корпуса. Командиром роты назначили Рудольфа Ваупотича, его заместителем — Йозефа Кирхнера. Политкомиссаром стал Йохан Муккер, заместителем — Адам Штейнбрюкнер. Согласно приказу штаба корпуса, в роте основным языком общения служил немецкий, бойцы имели право носить на головных уборах знак немецкого национального флага рядом с красной пятиконечной звездой. В состав роты вошли 40 немцев из Славонии и некоторое количество хорватов и сербов. Накануне начальник штаба корпуса Мате Еркович обсудил вопрос о создании роты с семью́ немецкими опытными бойцами НОАЮ: Йоханом (Иваном) Муккером, Рудольфом Ваупотичем, Адамом Штейнбрюкнером, Йоханом Кауцманом, Андреасом Зоммером, Йозефом Ботом, Йоханом Флецем. На совещании пришли к мнению, что формируемая рота вскоре должна перерасти в батальон. Письмом от 15 августа 1943 года штаб 2-го корпуса проинформировал штаб Подравского партизанского отряда о передаче немецкой роты под его командование и сформулировал основную задачу нового подразделения: мобилизовать как можно больше немцев, чтобы как можно быстрее сформировать батальон.
В свой первый поход рота выступила 18 августа. На неё и Венгерский батальон имени Шандора Петёфи была возложена задача привлечения в ряды НОАЮ добровольцев из Подравины. В середине сентября 1943 года приняла первый бой, атаковав колонну хорватских домобранцев на трассе Вировитица — Подравска-Слатина. В конце сентября участвовала в атаке на бронепоезд на железной дороге между Вировитицей и Подравска-Слатиной. Во второй половине октября рота попала в засаду усташей и понесла значительные потери: погибло пять бойцов. В ноябре рота вступала несколько раз в столкновения с 15-м усташским батальоном из Подравска-Слатины.
Вместе с тем руководство 6-го Славонского корпуса было недовольно слабостью состава бойцов и командования роты. В донесении штаба корпуса в Главный штаб народно-освободительной армии и партизанских отрядов (НОАиПО) Хорватии от 10 ноября 1943 года говорится: «… особенно тяжело обстоят дела с немецкой ротой, которая состоит из пожилых людей, а перебежчики чувствуют себя не лучше». Всё-таки командование намеревалось исправить положение дел в роте, уделив ей особое внимание. Приказом № 19 штаба 6-го корпуса от 6 ноября 1943 года немецкая роту включили в 12-ю Славонскую дивизию и напрямую подчинили её командованию. Был заменён командный состав. Командиром роты стал Иван (Ханс) Пихлер, комиссаром — Андрей Михавец, замкомроты — Степан (Йозеф) Хельферт, заместителем политкомиссара — Отто Кауцман. Также было улучшено обеспечение бойцов форменным обмундированием. Согласно сведениям штаба 12-й Славонской дивизии, по состоянию на 10 ноября 1943 года в 18-й Cлавонской бригаде состояли 81 человек немецкой национальности. Ещё 7 немцев числились в 1-й Чехословацкой бригаде.
Самым тяжёлым днём для роты выдалось 28 ноября 1943 года. Рано утром, когда тельмановцы, выйдя из Миклеуша, вместе со 2-м батальоном 18-й Славонской бригады приближались к дороге Нашице — Подравска-Слатина, в том же направлении из Нашице вышли два батальона немецкого 901-го моторизированного полка (нем. Panzer-Grenadier-Versuchs-Regiment 901) и один батальон 2-го усташского полка. Партизаны не располагали сведениями о появлении немецких моторизованных войск в Нашице и не ожидали встречи с таким сильным противником. Немцы прибыли в Нашице из Осиека ночью с 27 на 28 ноября и в 6 часов выдвинулись двумя группами по направлению маршрута партизанской колонны. Двигаясь на полной скорости под прикрытием бронетехники, неприятель настиг партизан на открытой равнине между сёлами Нови-Мильевци и Петровац. Сблизившись, грузовики остановились и из них высыпали усташи. Путь в горы Папук был блокирован противником и единственным спасением для партизан оставался отход через равнину на север к реке Войловица. Оторваться от преследователей на рубеже реки помог заместитель комиссара Отто Кауцманн. Будучи раненым, он прикрыл своим огнём отход товарищей и сам погиб в бою. В тот день рота потеряла треть личного состава — 17 человек были убиты. В целом погибло около 100 бойцов 18-й бригады. Сельское кладбище, расположенное в нескольких километрах от дороги Нашице — Подравска-Слатина в треугольнике между Миклеушем, Доня-Мотичиной и Подравска-Слатиной, осталось самым значимым местом памяти роты.
Вскоре рота пополнилась бойцами немецкой национальности из других партизанских подразделений. В середине декабря 1943 года рота была включена в состав 18-й Славонской бригады и приняла участие в штурме Джяково, после чего батальон, в который входила немецкая рота, вошёл в состав 25-й Бродской бригады и участвовал в штурме местечка Горяни. В декабре рота брала участие в разрушении линий телефонной и телеграфной связи, нападениях на малые объекты неприятеля, засадах на дорогах Осиек — Вировитица, Дарувар — Банова-Яруга и Осиек — Винковци, а также в штурме Нашице. В ночь с 1 на 2 января 1944 бойцами роты был разрушен железнодорожный путь на участке дороги Новска — Окучани и атакован гарнизон жандармов в Раиче. Рота участвовала в нападениях на Пчелич (5—6 марта) и боях за Слатину (4—5 апреля). К концу июня в роте состояло всего 28 человек. Летом она действовала в Подравине и Посавине.
В донесении штаба 6-го корпуса в Главный штаб НОАиПО Хорватии от 16 июня 1944 года снова содержится упоминание о пребывании немецкой роты в состоянии формирования, а в донесении от 10 августа 1944 года сообщается, что немецкая рота Осиекской бригады состоит из 50 человек.
Осенью 1944 года интенсивность боевых действий в Славонии значительно повысилась и малочисленному немецкому подразделению приходилось выполнять боевые задачи наряду с ротами полного состава. В связи с этим Главный штаб НОАиПО Хорватии приказом от 4 ноября 1944 распорядился пополнить роту бойцами и командирами, а также предписал ей ношение обычного номера наряду с другими ротами. 14 ноября 1944 года рота имени Эрнста Тельмана прекратила своё существование. К этому времени оставалось только 5 или 6 человек из первоначального состава, собранного в день её создания в селе Слатински-Дреновац. За всё время никто из солдат роты, вопреки всем трудностям, не дезертировал, не перебежал на сторону немцев и не выдал кого-либо. Всего в роте за период её деятельности воевали свыше 100 человек. Преимущественно это были жители немецких сёл, расположенных вокруг Пакраца, Осиека, Подравска-Слатины и Ораховицы, а также члены смешанных немецко-хорватских и немецко-сербских семей из таких деревень, как Левиновац, Трнава и Гашинци. Отдельные члены роты были перебежчиками из вермахта. Только каждый десятый из немецких бойцов роты дожил до конца войны. По заключению «Немецкой волны», об «уникальной» немецкой роте имеется мало «достоверной информации и сохранившихся свидетелей». О многих людях ничего не известно. Некоторые известны только по имени или прозвищу.

## Память
С середины 1960-х, а также в начале 1970-х годов в ряде работ югославских историков публикуются сведения о немецком партизанском подразделении в составе НОАЮ. С конца 1960-х годов дипломаты из ГДР ежегодно возлагали венок к расположенному в посёлке Миклеуш памятнику погибшим партизанам. В 1984 году в Югославии вышло в свет военно-историческое исследование Наила Реджича о немецкой партизанской роте под названием «Тельмановцы». Рассказ о немецких партизанах в Югославии продолжил роман писателя Вольфганга Хельда «Lasst mich doch eine Taube sein» (в переводе с нем. «Дайте мне всё-таки быть голубем»).
Изложенная в романе Хельда история славонского торговца, сын которого служил в СС, а дочь воевала в рядах партизан, была вскоре экранизирована в фильме «Хотел бы я быть голубем», снятом совместно немецкой кинокомпанией ДЕФА и югославской Сутьеска-Филм (Сараево) и представленном летом 1990 года на фестивале в Пуле. Исследование темы немцев в рядах югославских партизан расширил и обобщил немецкий историк Хайнц Кюнрих, опубликовавший в 1997 году в Германии книгу «Deutsche bei Titos Partisanen» (в переводе с нем. «Немцы среди партизан Тито»).
Согласно статье «Немецкой волны», антифашисты из города Слатины обратились в 2021 году с письмом к канцлеру Германии Ангеле Меркель с просьбой о содействии в популяризации темы немецких партизан и её дальнейшем подробном историческом исследовании.

### Комментарии
1. ↑  Ханс Пихлер дольше всех возглавлял немецкую роту «Эрнст Тельман»[3].
2. ↑  Кроме немецкой роты, в составе НОАЮ на заключительном этапе войны (1944—1945 гг.) были сформированы шесть австрийских батальонов, состоящих из граждан Австрии. Два из них, 1-й австрийский партизанский батальон и батальон Корушского партизанского отряда, принимали участие в боевых действиях[4].
3. ↑  При формировании — 2-й Славонский партизанский отряд 3-й оперативной зоны Хорватии. Создан 16 августа 1942 года. В конце июня 1943 года переименован в Подравский партизанский отряд. С октября — Осиекский отряд. С 20 июня в составе 2-го Хорватского корпуса. С 1 сентября 1943 года входил в состав Восточной группы отрядов 6-го Славонского корпуса[4].
4. ↑  В примечании Военного исторического института Югославской народной армии к тексту данного письма отмечено, что немецкая рота «Эрнст Тельман» не переросла в батальон[11].
5. ↑  Речь идёт о проникновении на контролируемую партизанами территорию немецкого 901-го моторизованного полка (без 2-го батальона), которое согласно сведениям командования 69-го резервного корпуса проводилось с целью зачистки от партизан местности к востоку от города Подравска-Слатина. В этой операции также участвовали 2-я усташская бригада и подразделения 15-го усташского батальона[15].
6. ↑  Согласно отчёту штаба 12-й Славонской дивизии о социальном и национальном составе подразделений по состоянию на 1 августа 1944 года, в Осиекской бригаде числилось 50 немцев[20].
7. ↑  В статье Немецкой Волны приведено название фильма «Ich wünschte, ich wäre eine Taube» (в переводе с нем. «Хотел бы я быть голубем»), что соответствует названию югославской версии фильма «Volio bih da sam golub»[1].